# Espace Automobiles Matra
 (avril 2025).
Si vous disposez d'ouvrages ou d'articles de référence ou si vous connaissez des sites web de qualité traitant du thème abordé ici, merci de compléter l'article en donnant les références utiles à sa vérifiabilité et en les liant à la section « Notes et références ».
L'Espace Automobiles Matra ou musée Matra est un musée automobile français situé à Romorantin-Lanthenay (Loir-et-Cher). Il reprend l'histoire de Matra dans l'industrie automobile.

## Historique
Ouvert en mai 2000 dans l'ancienne usine des caméras Beaulieu située en plein cœur de Romorantin, ce musée municipal est consacré à la mémoire de l'entreprise Matra automobiles, une entreprise très liée à cette ville, qui fut un laboratoire d'innovations au cours des années 1960 à 2000 par sa présence en compétition en Formule 1, Formule 2, Formule 3, Sport-prototypes, endurance (notamment aux 24 Heures du Mans) et aussi explorateur de nouveaux concepts automobiles pour le compte de grands constructeurs français comme Simca-Talbot, PSA, Renault avec des véhicules atypiques comme les Matra 530, Bagheera, Murena et Rancho ou encore des monospaces Renault : l'Espace, le prototype Espace F1 et l'Avantime.

## Collections
Plusieurs collections sont présentées : 
- les voitures Matra Sports de compétition, depuis les « Matra avant Matra » (les René-Bonnet), les coupés Chappe et Gessalin (CG), les monoplaces et prototypes Matra, jusqu'aux voitures de course Ligier qui ont utilisé le patrimoine technique de Matra pour prolonger l'aventure en compétition après le retrait sportif de la firme ;
- les moteurs V12 Matra Sports utilisés en compétition (Formule 1 et Sports Prototypes), avec illustration sonore ;
- les prototypes réalisés en collaboration avec les constructeurs français ;
- les voitures Matra de série ;
- divers prototypes et concept-cars non entrés en production ;
- le voilier dériveur léger Matra « Capricorne », équivalent du voilier 420 utilisant le savoir faire de Matra dans le domaine des matériaux composites ;
- des vélos électriques conçus dès le début des années 2000.

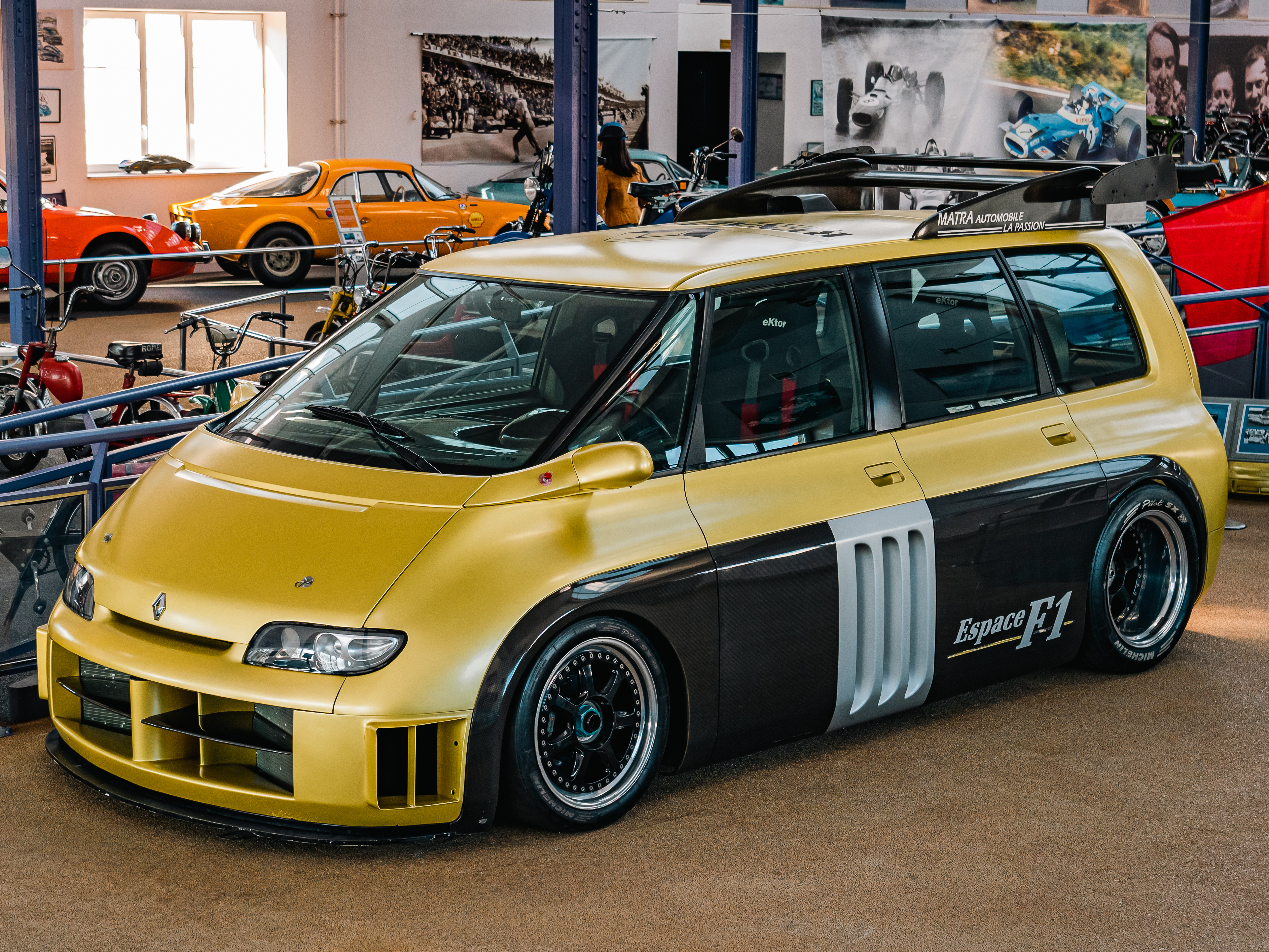
Le Renault Espace F1.
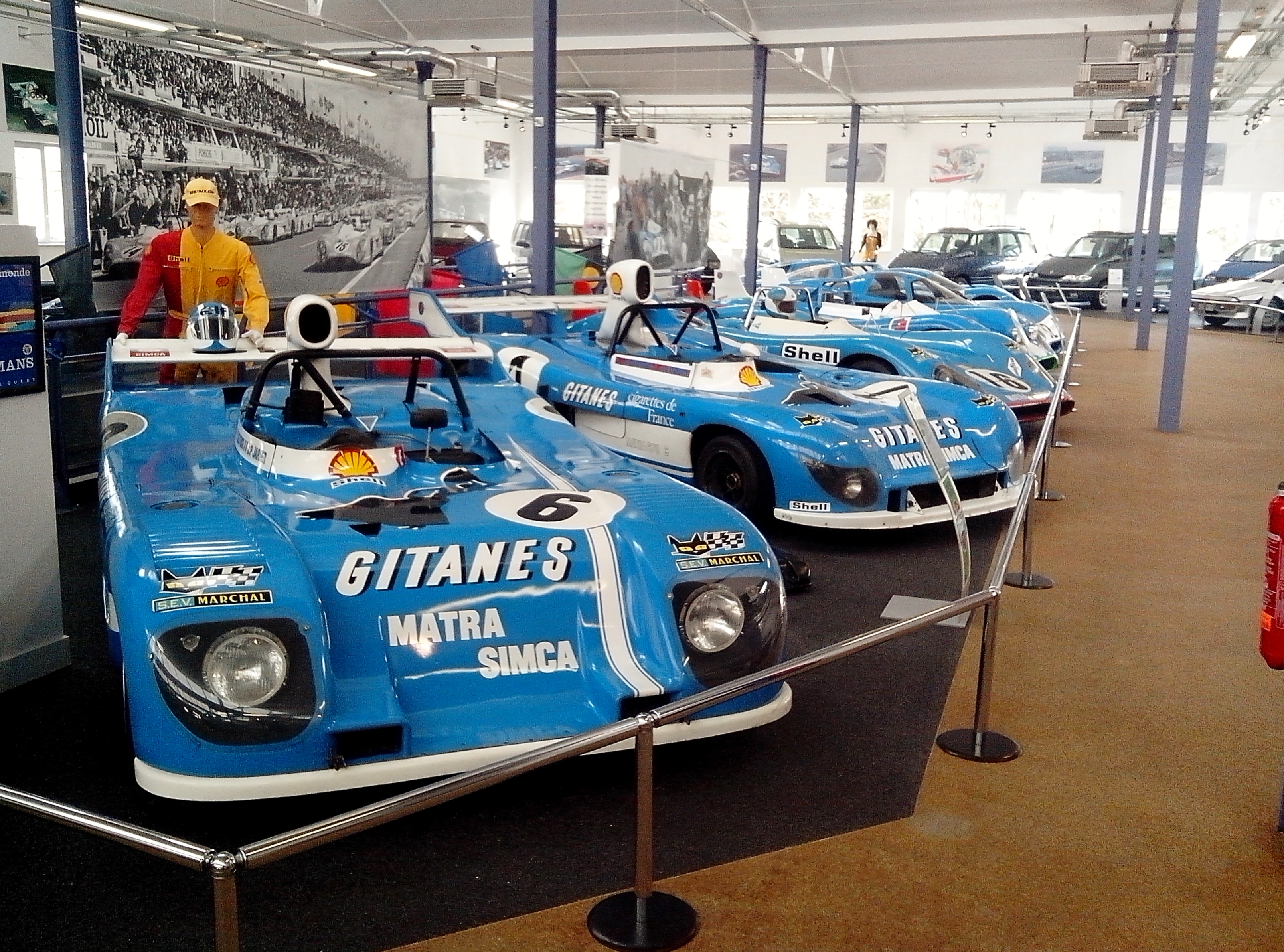
Vue générale des prototypes d'endurance.
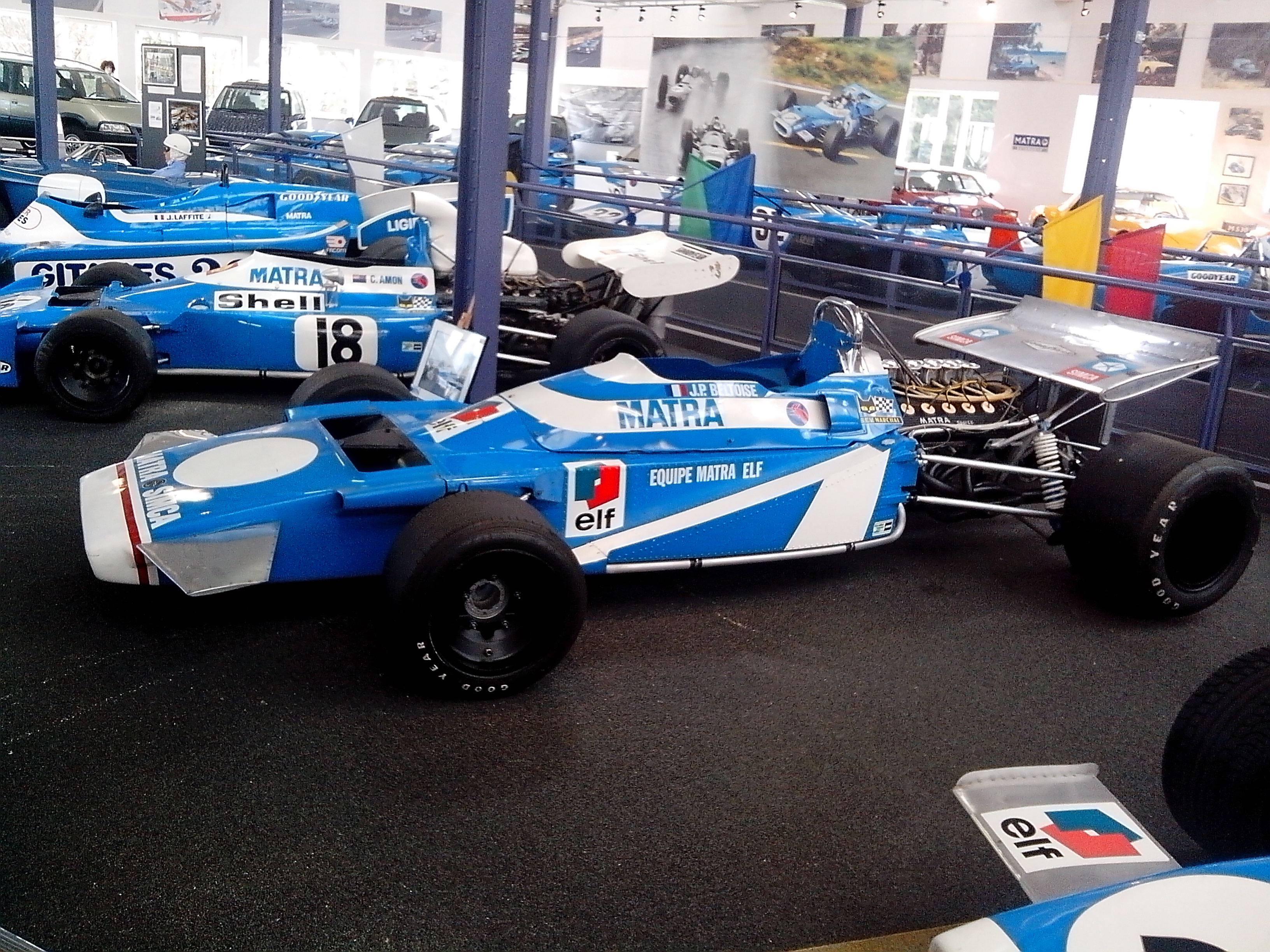
Vue générale des monoplaces.
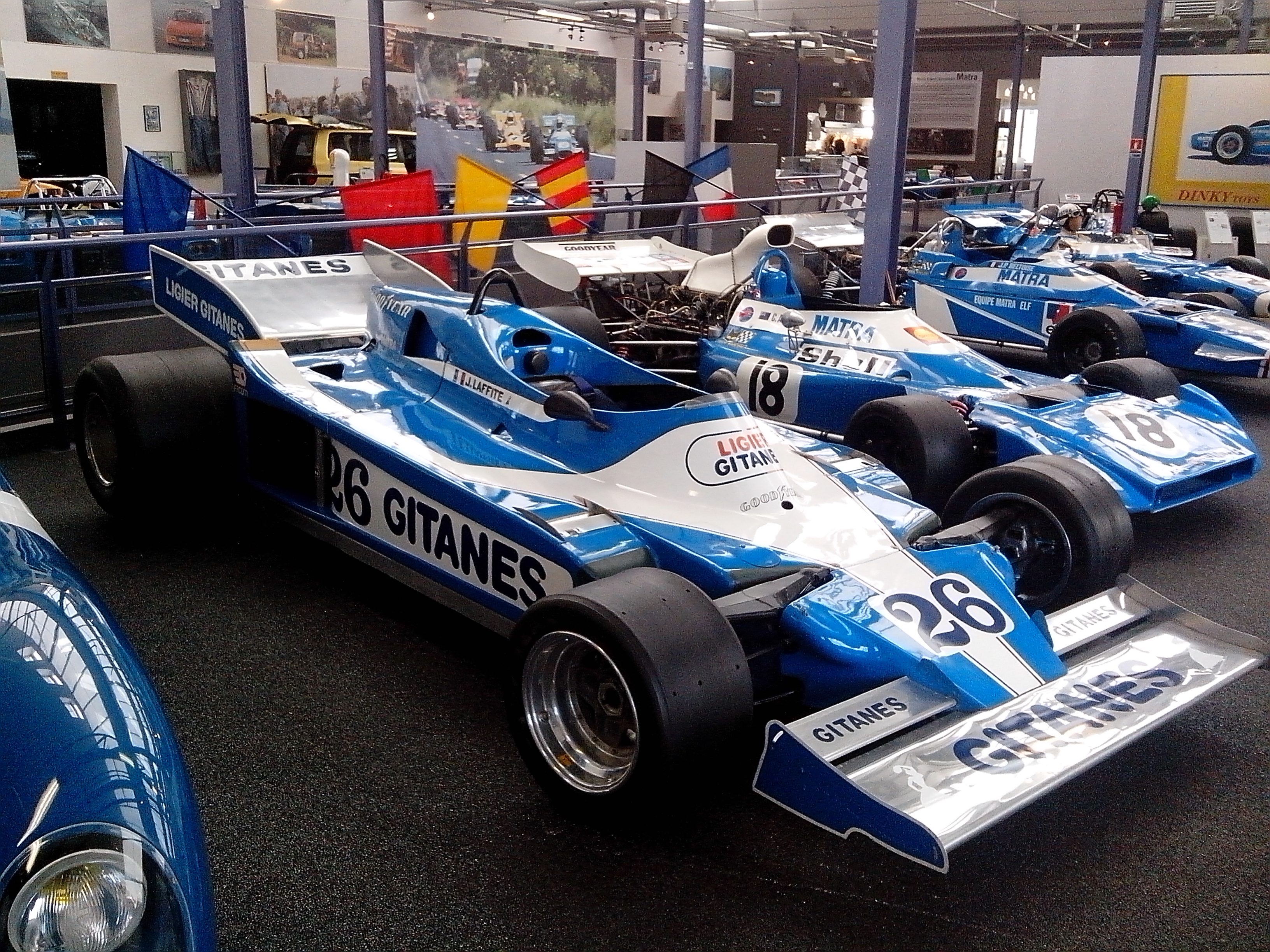
Ligier JS9 à moteur Matra de Jacques Laffite.

De nombreux petits films sont aussi présentés évoquant l'histoire de la firme, sa conquête progressive de succès en compétition et les principales victoires obtenues.
Le musée Matra évoque également le souvenir des pilotes automobiles qui ont mené la marque au succès (François Cevert, Henri Pescarolo, Graham Hill, Jean-Pierre Beltoise, Gérard Larrousse, etc.) ainsi que les films de cinéma dans lesquels les voitures de la firme ont figuré, comme Les Aventuriers de Robert Enrico, le Bal des Voyous, ou encore Le Pacha de Georges Lautner, où Jean Gabin, apprenant qu'il devrait s'installer dans une Matra Djet « type police » pour les besoins d'une scène, déclara au réalisateur : « Tu ne vas tout de même pas me faire monter dans ce suppositoire », avant de se raviser.

## Expositions temporaires
- 2011 : « La 2 CV sans complexe »[1].
- 2012 : « 24 Heures du Mans »[2].
- 2013 : « Alpine s'invite chez Matra »[3].
- 2014 : « Citroën se découvre »[4].
- 2015 : « Ferrari à l'affiche »[5].
- 2017 : « C'est l'Amérique au musée Matra »[6].
- 2018 : « L'aventure Peugeot »[7].
- 2018-2019 : « L'âge d'or de la moto anglaise »[8].
- 2019 : « Youngtimers »[9].
- 2022 : « Les légendes du rallye »[10].
- 2024-2025 : « Moto Italiane »[11].
- 2025 : « L'épopée Renault »[12].